# بوبر سرزیتونی
بوبر سرزیتونی (نام علمی: Arizelocichla striifacies) گونه‌ای از تیرهٔ بلبلان از پرندگان گنجشک‌سان و بومی شرق آفریقا است.